# Étienne Weill-Raynal
Pour les articles homonymes, voir Weill-Raynal, Weill et Raynal.
Étienne Weill-Raynal, né Étienne Weill le 9 décembre 1887 à Paris et mort le 14 juillet 1982 dans la même ville, est un homme politique socialiste français.

## Biographie
Fils d'un ingénieur X-Ponts qui a participé, avec Fulgence Bienvenüe, à la création du métro parisien, et d'une militante socialiste nièce de David Raynal, il est reçu en 1906 au concours d'entrée à l'École normale supérieure, où il a pour « caïman » le philosophe Alain et se lie avec le bibliothécaire Lucien Herr dont il adopte les convictions socialistes. Il est reçu premier à l'agrégation d'histoire et géographie en 1910.
Il adhère à la SFIO en 1913. Il est nommé, en 1919, professeur au lycée de Laon. Il enseigne ensuite au lycée Corneille de Rouen, puis Voltaire et enfin Louis-le-Grand de Paris. 
En 1924, il entre à la commission administrative de la fédération du Parti socialiste de l'Oise et en est le secrétaire de 1932 à 1938. Il participe surtout au gouvernement du Front populaire en étant collaborateur de Léon Blum et de Vincent Auriol, alors ministre des Finances.
À la suite de la défaite de juin 1940, il est révoqué de l'Éducation nationale par le régime de Vichy en raison de ses origines juives. Conformément à l'ordonnance allemande définissant le statut des Juifs en zone occupée du 27 septembre 1940, il va se déclarer comme juif, ainsi que toute sa famille. Interné au camp de Drancy, il s'échappe, et grâce à l'aide de Jeanne Goupille et de sa famille il parvient à rejoindre Marseille avec une partie des siens.  
Il enseigne dans un collège catholique apostolique romain. Habitant le même immeuble parisien, au 26 rue Vavin, dans le 6e arrondissement de Paris, son frère Maurice Weill-Raynal, né en 1886, est lui déporté par le convoi no 36 le 23 septembre 1942 du camp de Drancy vers Auschwitz où il meurt. Une grande partie de la famille Weill-Raynal mourra en déportation. Ainsi sa mère Emmeline Weill-Raynal (née Raynal en 1865) est déportée par le convoi no 68 le 10 février 1944 de Drancy vers Auschwitz. Dans ce même convoi seront déportées sa nièce Marianne Weill-Reynal (née en 1921) et sa belle-fille, Édith Weill-Raynal (née Kravetz en 1907 à Kaunas), veuve d'un héros mort sur la Loire avec les cavaliers de Saumur. 
Après la Libération, Étienne Weill-Raynal entre dans la rédaction de nombreux journaux tels que Le Populaire ou Nord-Matin.  
En septembre 1945, il est élu conseiller général du canton de Grandvilliers dans l'Oise. En juin 1946, lors des élections constituantes il est en troisième position sur la liste de Jean Biondi mais la liste ne recueille que 19,7 % des voix et qu'un seul élu. Cependant lors du décès de Jean Biondi, il lui succède en juin 1950. Lors des élections législatives de juin 1951, il est battu par le maire gaulliste de Compiègne, Jean Legendre. Il est également battu lors des élections cantonales. Il entre en tant que conseiller technique dans le gouvernement de Guy Mollet et au comité directeur de la SFIO, jusqu'en 1963. 
Il meurt à l'âge de 94 ans, le 14 juillet 1982, à son domicile, 26 rue Vavin dans le 6e arrondissement de Paris.
Il est grand-père de quatorze petits-enfants parmi lesquels l'avocat et essayiste Guillaume Weill-Raynal (né en 1959) et le journaliste Clément Weill-Raynal (né en 1959).